# 埼玉県道50号所沢狭山線

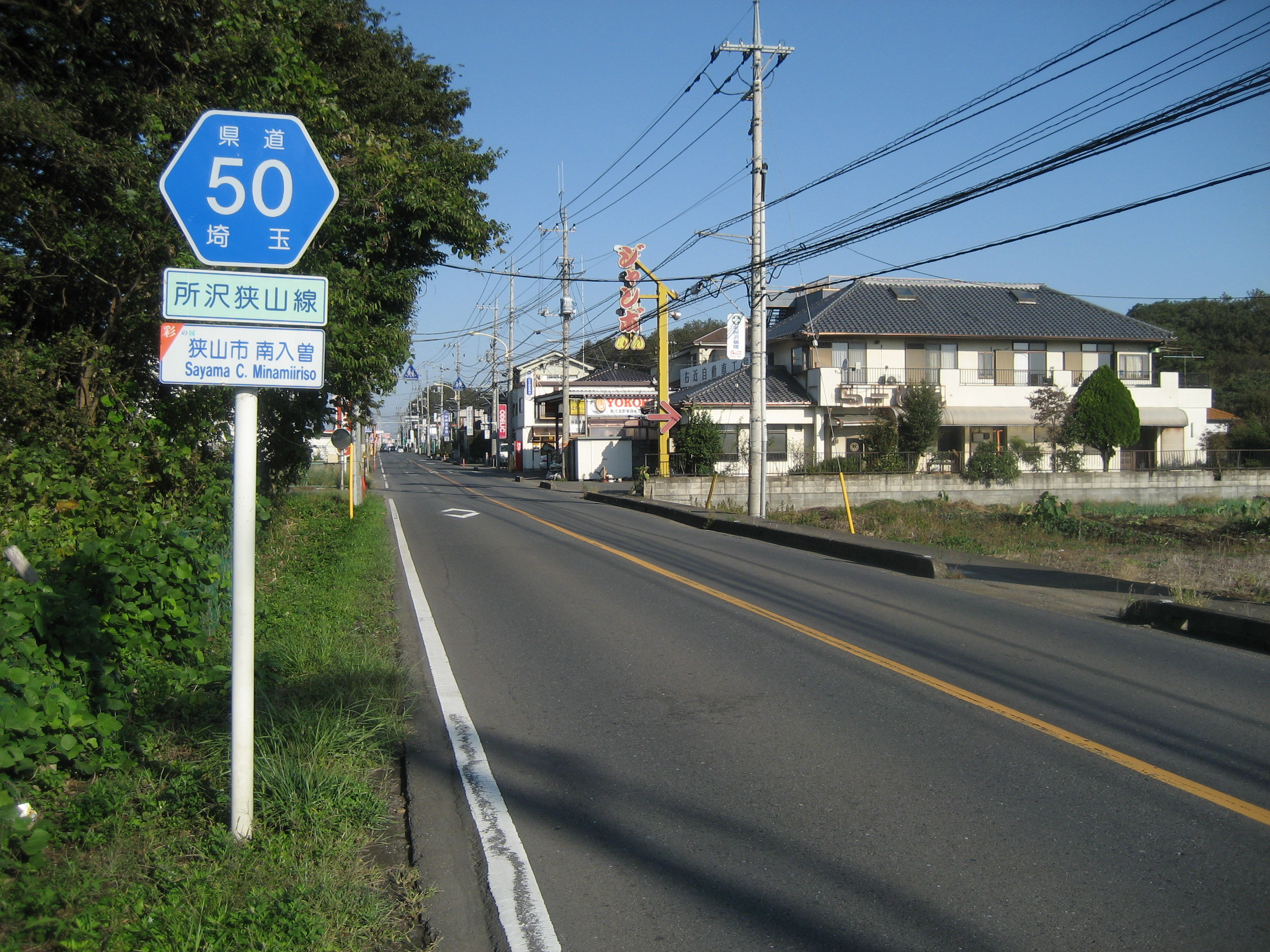
狭山市内

埼玉県道50号所沢狭山線（さいたまけんどう50ごう ところざわさやません）は、埼玉県所沢市緑町四丁目交差点から狭山市入間川三丁目交差点に至る、県道（主要地方道）である。

## 概要
所沢市内で埼玉県道6号川越所沢線から分かれ、狭山市街方面へ西武新宿線に並行しながら北上していく路線である。狭山市駅入口交差点から終点までは「狭山中央通り」の愛称が与えられており、当県道の終点以後も狭山市道（一部埼玉県道）が「狭山中央通り」を引き継ぎ、それらも併せ、概ね旧鎌倉街道上道（かみつみち）を踏襲するルートとなっている。
途中西武新宿線の踏切と交差するが、これを回避するため、西武新宿線東側の現道から所沢市松葉町付近までバイパス道路を作る都市計画が存在し、一部は所沢市内で供用されている。（狭山3・4・12所沢狭山線、所沢3・4・15松葉道北岩岡線が該当する。所沢市内バイパス区間は2025年現在県道指定を受けていない。）

## 通過する自治体

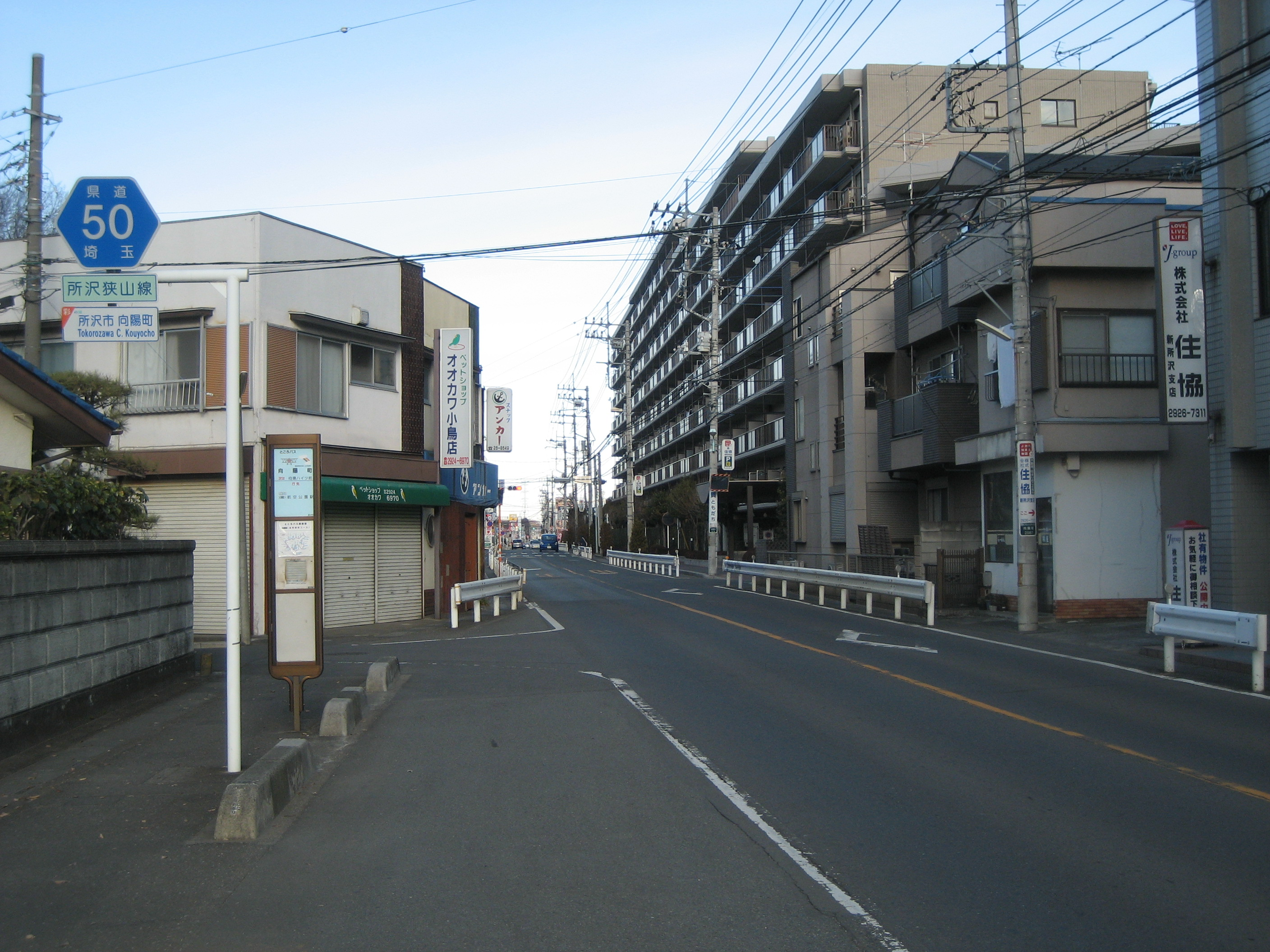
所沢市内

- 埼玉県
  - 所沢市
  - 狭山市

## 交差している道路
| 交差する道路                     | 交差する道路                     | 交差点名     | 交差点名 |
| -------------------------------- | -------------------------------- | ------------ | -------- |
| 埼玉県道6号川越所沢線            | 埼玉県道6号川越所沢線            | 緑町4丁目    | 所沢市   |
|                                  | (富岡中央通り)                   | 北岩岡       | 所沢市   |
|                                  |                                  | 水野(月見野) | 狭山市   |
| 埼玉県道8号川越入間線            | 埼玉県道8号川越入間線            | 入曽         | 狭山市   |
| -                                |                                  | 北入曽       | 狭山市   |
| 埼玉県道227号狭山市停車場線      |                                  | 富士見1丁目  | 狭山市   |
|                                  |                                  | 狭山市駅入口 | 狭山市   |
| 埼玉県道340号中新田入間川線      |                                  | 中之坂       | 狭山市   |
| 国道16号 埼玉県道262号日高狭山線 | 国道16号 埼玉県道262号日高狭山線 | 入間川3丁目  | 狭山市   |

## 交差する鉄道・河川
- 砂川堀（本橋）
- 西武新宿線
- 不老川（入曽橋）
- 西武新宿線（東里橋）

## 沿道の主な施設
- 西武鉄道南入曽車両基地
- 所沢市立西富小学校
- 西武新宿線入曽駅
- コーセー狭山工場
- 埼玉県立狭山工業高等学校
- 航空自衛隊入間基地
- 狭山市役所
- 八幡神社